# مقصات جراحية
المقصات الجراحية، وتعرف كذلك باسم «الملقط» في بعض الدول خارج الولايات المتحدة، هي عبارة عن أدوات جراحية تستخدم في القطع. وتشمل مقصات الضمادات، ومقصات التشريح، ومقصات القزحية، ومقصات العمليات، ومقصات الغرز، ومقصات قطع الأوتار، ومقصات ميتزينبوم، ومقصات جراحات التجميل، ومقصات مايو.
تصنع المقصات الجراحية عادة من الفولاذ المقاوم للصدأ بسبب صلابته المستمرة. تحتوي بعض المقصات على تعزيزات من كربيد التنجستن في أطرافهم القاطعة. صلابة تلك المادة تسمح للمصنعين بتكوين أطراف أكثر حدة، ما يسمه بقطع أسهل وأنعم ويحافظ على حدة المقصات لمدة أطول.

## الأنواع
يوجد نوعان من المقصات يستخدمان في الجراحات.
- المقصات الدائرية تبدو كثيرا مثل المقصات العادية ولها حلقتان للأصابع.
- المقصات النابضية عبارة عن مقصات صغيرة تستخدم غالبا في جراحة العيون أو الجراحة الميكروسكوبية. تنتهي المقابض بنبضات مسطحة متصلة بمفصل محوري. يتم القطع عن طريق الضغط على المقبضين معا. حين يتم إطلاق الضغط، تقوم المقابض بفتح فك المقص.

المقصات متاحة في أشكال متعددة مثل
- شفرات ثلمة/ثلمة
- شفرات ثلمة/حادة
- شفرات حادة/حادة

## المادة الخام
غالبا تكون المواد الخام للمقصات الجراحية هي الفولاذ المقاوم للصدأ، والزركونيا، النيتينول، والتيتانيوم.

## معرض

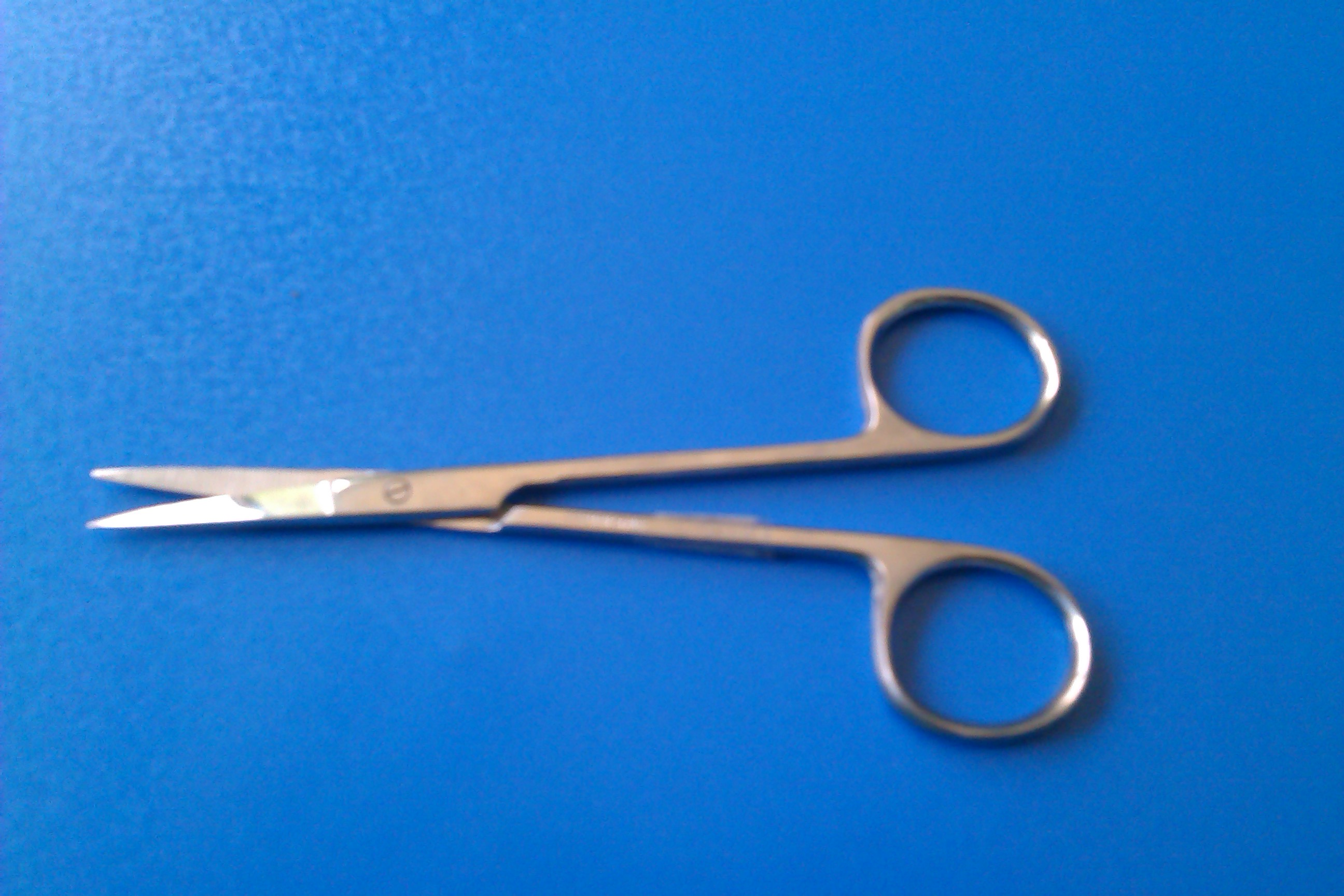
مقصات ميتزينبوم
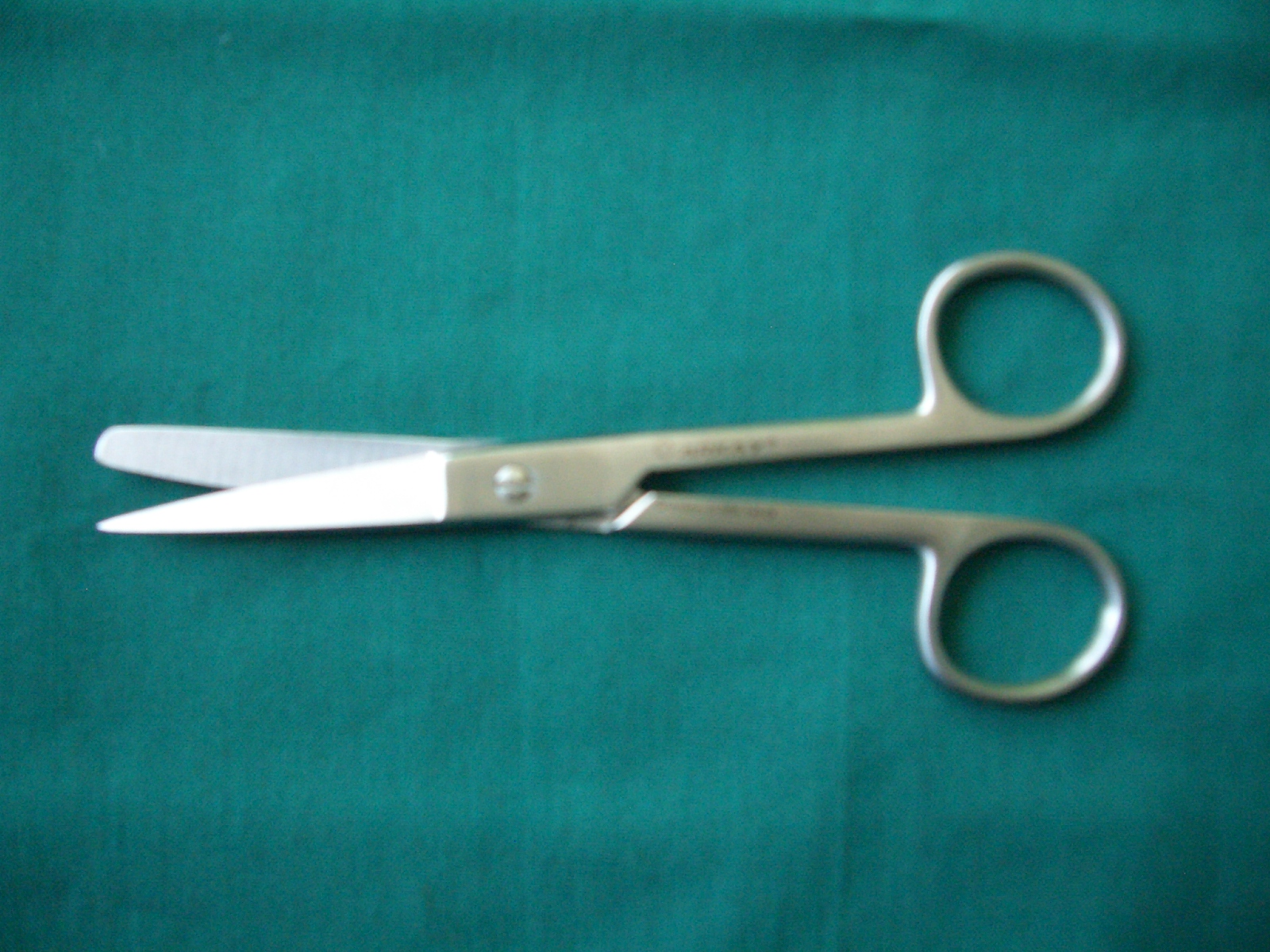
مقصات مايو
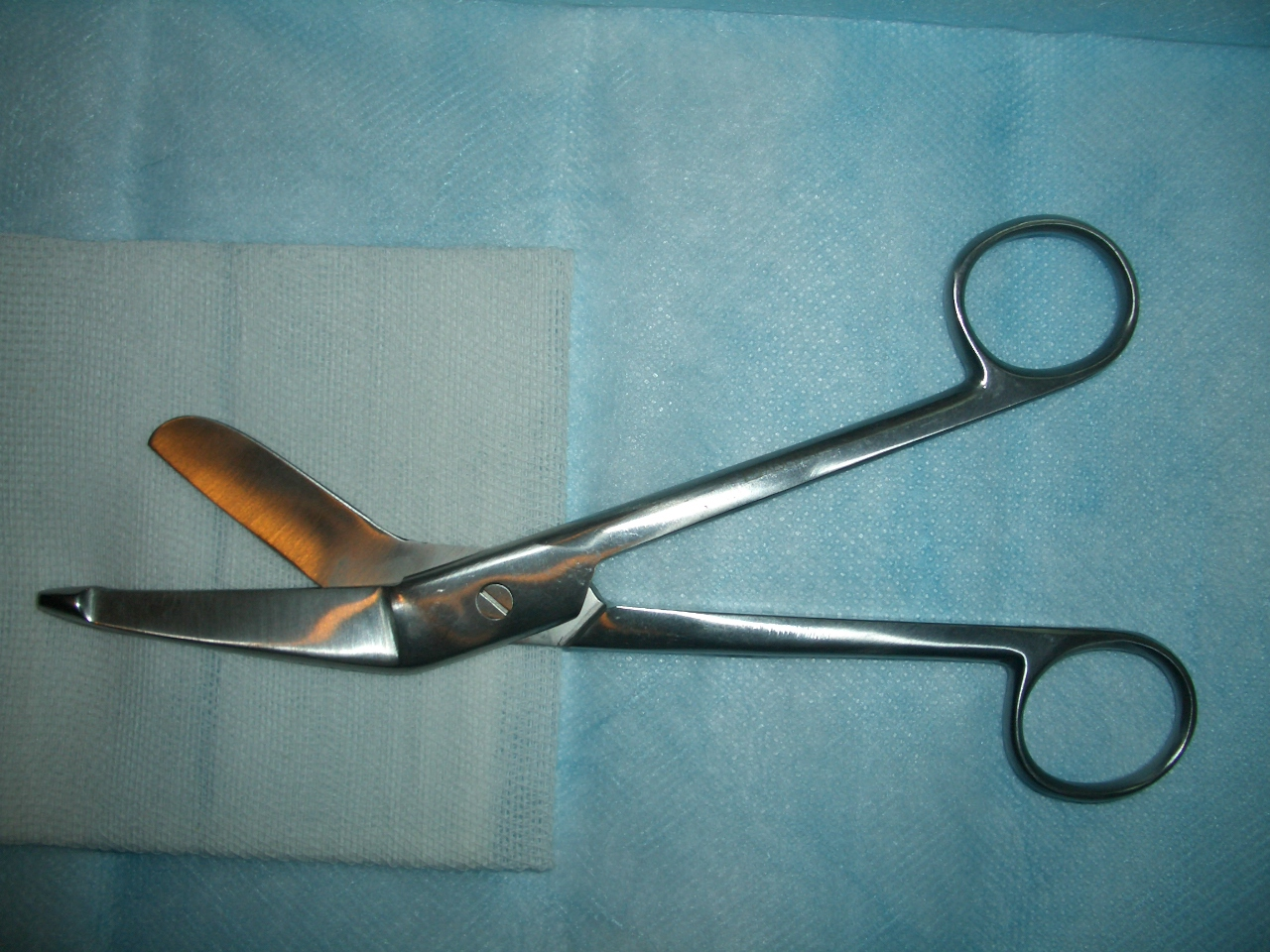
مقصات الضمادات